# Microsoft PixelSense
Microsoft PixelSense (ранее назывался Microsoft Surface) — сенсорный «рабочий стол», разработанный компанией Microsoft.
Аппаратно-программный коммерческий продукт, представляющий собой бесклавиатурный планшетный компьютер, выполненный в виде обычного стола, горизонтальная поверхность (столешница) которого представляет собой большой сенсорный экран. 
Управление устройством основано на мультитач-интерфейсе. 
Данный продукт чаще всего используется как интерактивная витрина или информационный киоск в торговых центрах, гостиницах и банках.

## История
- В мае 2007 года была впервые проведена презентация сенсорного «рабочего стола» Microsoft Surface, который работал под управлением ОС Microsoft Windows Vista и использовал мультитач-интерфейс.
- 17 апреля 2008 года[1] продукт был выпущен в коммерческую продажу.
- В январе 2010 года на выставке CES-2011 была представлена 2-я версия сенсорного «рабочего стола» Microsoft Surface 2.0, который работает под управлением ОС Microsoft Windows 7 и использует мультитач-интерфейс[2].
- В июне 2012 года Microsoft и Samsung представили в России совместный продукт — сенсорную панель Samsung SUR40 на платформе Microsoft PixelSense 2.0, после чего было объявлено о начале продаж в России данного продукта[3].
- В июне 2012 года на презентации планшета Surface и Windows 8 RT, 40" сенсорный «рабочий стол» был переименован из Microsoft Surface в Microsoft PixelSense[4].

## Особенности

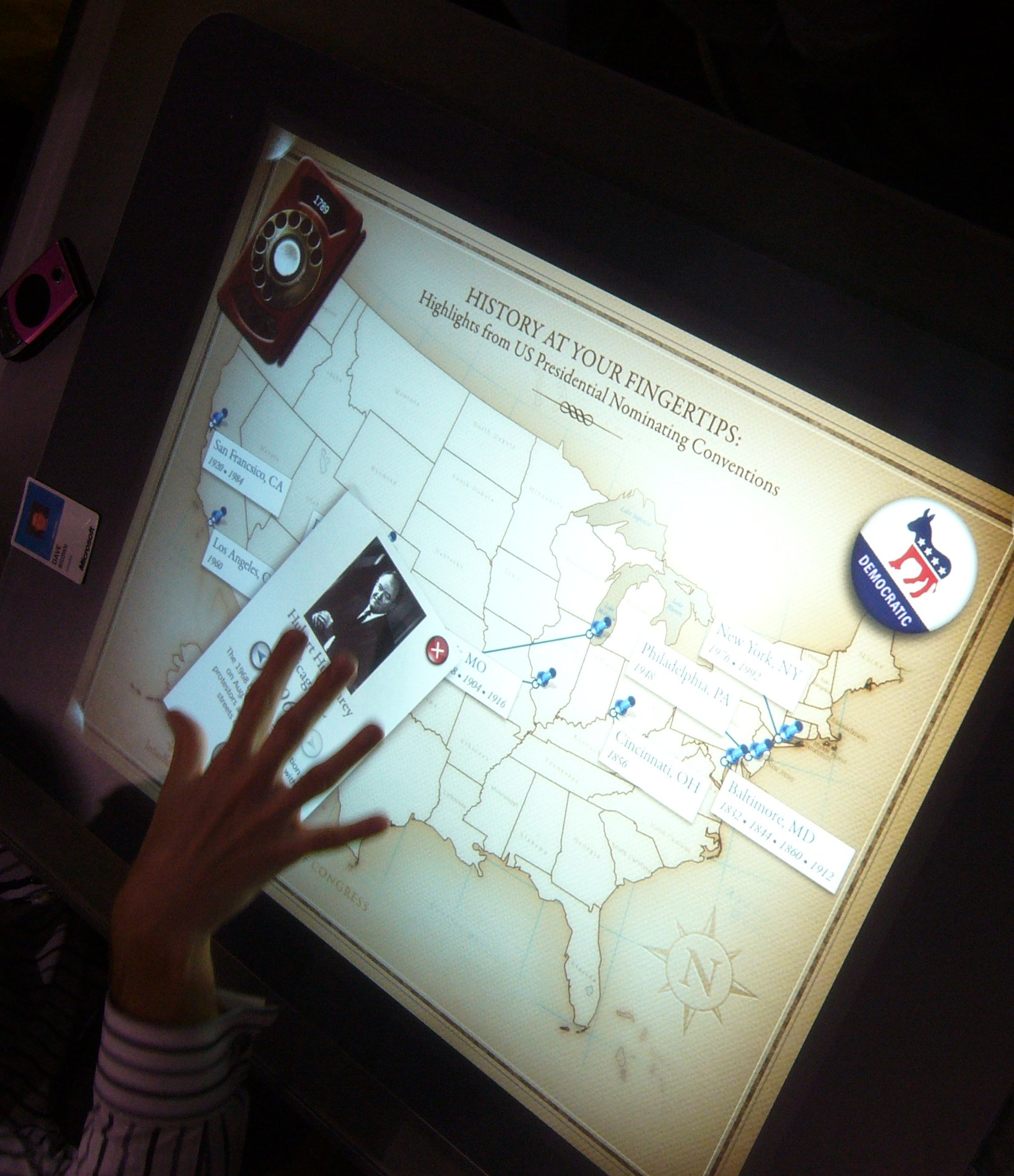
Использование Microsoft PixelSense в качестве интерактивной карты США

Microsoft отмечает четыре основных особенности в интерфейсе Microsoft PixelSense:
- прямое взаимодействие,
- Мультитач-интерфейс,
- возможность работы нескольких пользователей,
- обнаружение объектов.

Microsoft PixelSense 2.0, в отличие от распространённых сенсорных дисплеев, уже способна обрабатывать практически неограниченное число одновременных прикосновений.
Кроме того, новинка умеет распознавать текст и штрихкод на приложенных к ней объектах.

## Аппаратная архитектура
Аппаратная часть Microsoft PixelSense сходна с платформой Microsoft Tablet PC и основана на архитектуре IBM PC-совместимых компьютеров.
Использует стандартные процессоры с набором инструкций Intel x86.
Первоначально первая версия Microsoft PixelSense имела следующие спецификации:
- процессор: четырехъядерный Intel Xeon «Woodcrest» 2,66 ГГц;
- память: 4GB DDR2;
- жёсткий диск: 1TB SATA.

Затем была выпущена коммерчески доступная версия, имеющая более дешёвые аппаратные компоненты:
- процессор: двухъядерный Intel Core 2 Duo 2,13 ГГц;
- память: 2 GB DDR2;
- жёсткий диск: 250 GB SATA;
- экран с диагональю от 21 до 42 дюймов.

Вторая версия Microsoft PixelSense 2.0 имеет:
- процессор: двухъядерный AMD Athlon II X2 2,9 ГГц;
- видеокарту: AMD Radeon HD 6700M;
- ЖК-дисплей с диагональю 40 дюймов и разрешением в 1920×1080 точек, что соответствует формату Full HD[2].

## Программная часть
В первой версии Microsoft PixelSense использовалась операционная система Microsoft Windows Vista Tablet PC Edition, специально доработанная для использования c мультитач-интерфейсом.
Сегодня в Microsoft PixelSense 2.0 используется стандартная ОС Microsoft Windows 7, но со специально разработанным приложением под мультитач-интерфейс — Microsoft Touch Pack для Windows 7.
Программные приложения для Microsoft PixelSense  могут быть написаны в Windows Presentation Foundation или Microsoft XNA.

## Цена
Microsoft PixelSense 2.0 начал продаваться в первой половине 2011 года по цене 7600 $, что существенно ниже стартовой цены первой версии, выпущенной в 2008 году.